# 紀元前612年
紀元前612年（きげんぜん612ねん）は、西暦（ローマ暦）による年。紀元前1世紀の共和政ローマ末期以降の古代ローマにおいては、ローマ建国紀元142年として知られていた。紀年法として西暦（キリスト紀元）がヨーロッパで広く普及した中世時代初期以降、この年は紀元前612年と表記されるのが一般的となった。

## 他の紀年法
- 干支 : 己酉
- 日本
  - 皇紀49年
  - 神武天皇49年
- 中国
  - 周 - 匡王元年
  - 魯 - 文公15年
  - 斉 - 懿公元年
  - 晋 - 霊公9年
  - 秦 - 康公9年
  - 楚 - 荘王2年
  - 宋 - 昭公8年
  - 衛 - 成公23年
  - 陳 - 霊公2年
  - 蔡 - 荘侯34年
  - 曹 - 文公6年
  - 鄭 - 穆公16年
  - 燕 - 桓公6年
- 朝鮮
  - 檀紀1722年
- ユダヤ暦 : 3149年 - 3150年

## できごと

### オリエント
- 新バビロニア・メディア連合軍がアッシリアの首都ニネヴェを陥落。新バビロニア・メディア・エジプト・リュディアの４国並立。

### 中国
- 宋の華耦が魯を訪れて盟を交わした。
- 晋の郤缺が軍を率いて蔡に侵攻した。
- 斉軍が魯の西郊に侵攻した。
- 晋の霊公・宋の昭公・衛の成公・蔡の荘侯・鄭の穆公・許の昭公・曹の文公が扈で盟を交わした。
- 斉軍が曹に侵攻した。

## 死去
- 蔡の荘侯